# Kettering Town FC
Kettering Town Football Club is een Engelse voetbalclub uit Kettering, Northamptonshire.

## Geschiedenis
De club werd opgericht in 1872 en werd professioneel in 1891. Van 1892 tot 1979 speelde Kettering in 12 verschillende leagues alvorens medeoprichter te worden van de Alliance Premier League (nu National League) in 1979.
Kettering haalde al vele trofeeën binnen. In 1896 en 1900 werd de Midland Football League gewonnen. Drie keer werd de titel van de Southern League gehaald (1928, 1957 en 1973). In de jaren 30 won de club de East Midlands League en in 1948 de Birmingham & District League.

### Eerste Britse club met sponsornaam op shirts
In een wedstrijd in de Southern League tegen Bath City op 24 januari 1976 werd Kettering de eerste Britse club die een sponsornaam op de voetbaloutfits had staan (van Kettering Tyres), de deal werd gemaakt door manager Derek Dougan. Vier dagen later beval de Football Association om de slogan te verwijderen, ondanks het feit dat Dougan zei dat de sponsorban uit 1972 niet officieel gemaakt was. Op de nieuwe truitjes stond nu "Kettering T" en hij beweerde dat de T voor Town stond. De club speelde enkele maanden in de nieuwe truitjes.
Uiteindelijk werd de naam van de outfits afgehaald, nadat de FA dreigde met een boete van £1000. Maar Kettering gaf niet op en samen met de grotere clubs Derby County en Bolton Wanderers diende het een voorstel in bij de FA omtrent shirtsponsoring. Hoewel het voorstel aanvaard werd op 3 juni 1977 kon Kettering geen nieuwe sponsor vinden voor het nieuwe seizoen. Intussen werden de Derby-spelers gesponsord door Saab, speelden ze in Saabshirts en reden ze in Saabs rond.
Kettering is ook het eerste Britse team dat zijn initialen had op de belichting van het stadion.

## Recente geschiedenis
Kettering werd vicekampioen in de Conference in 1981, 1989, 1994 en 1998. Ook bekercompetities werden bij de vleet gewonnen. In 1987 werd de GMAC Cup gewonnen. De Northants Senior Cup werd 28 keer gewonnen en de Maunsell Cup 13 keer.
In de FA Cup werd de eerste ronde meer dan 40 keer bereikt. In 1901 was de club bij de laatste 16 en in meer moderne tijden werd de 4de ronde bereikt in 1988/89 en de 3de ronde in 1991/92 toen verloren werd van Kenny Dalglish' Blackburn Rovers. In 2009 haalde de club na overwinningen op Lincoln City, Notts County en Eastwood Town de vierde ronde van het bekertoernooi. Hierin verloor het van Fulham FC.
Tijdens het seizoen 1994/95 maakte de club zijn live tv-debuut in de eerste ronde tegen Plymouth Argyle en kort daarna tegen Wrexham AFC. In 2006 verloor de club in een spannende wedstrijd tegen Oldham Athletic nipt met 4-3.
Twee keer werd de finale van de FA Trophy behaald op Wembley. In 1979 verloren de Poppies met 2-0 van Stafford Rangers en meer recent, 2000 verloor de club met 3-2 van Kingstonian FC. Na het seizoen 2000/01 degradeerde de club en beëindigde zo 30 jaar van voetbal op het hoogste niveau in het non-league systeem. Na één seizoen keerde de club terug, om het volgende seizoen weer te degraderen. Nadien speelden ze enkel nog tussen 2008 en 2012 op het hoogste niveau van het non-league systeem. 
In 2019 werd Kettering Town kampioen van de Southern League en promoveerden ze naar de National League North. Echter degradeerde de club in 2023 terug naar het zevende niveau.